# Angela Kennedy
Angela Kennedy (Australia, 28 de febrero de 1976) es una nadadora australiana retirada especializada en pruebas de estilo libre, donde consiguió ser medallista de bronce mundial en 1998 en los 4 x 100 metros estilo libre.

## Carrera deportiva
En el Campeonato Mundial de Natación de 1998 celebrado en Perth (Australia), ganó la medalla de bronce en los relevos de 4 x 100 metros estilo libre, con un tiempo de 3:43.71 segundos, tras Estados Unidos (oro con 3:42.11 segundos) y Alemania (plata con 3:43.11 segundos).